# Gravesova–Basedowova nemoc
Gravesova–Basedowova nemoc je autoimunitní onemocnění štítné žlázy, které provází její nadměrná funkce. Nemoc se může projevovat zvětšením štítné žlázy – strumou. Může rovněž postihovat oči, které v jejím důsledku výrazně vystupují z očních jamek.
Onemocnění postihuje výrazně více ženy než muže, zhruba v poměru 8:1.

## Další příznaky

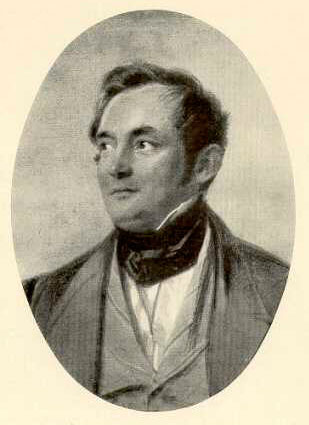
K. A. von Basedow

- zrychlená srdeční akce
- váhový úbytek
- svalová slabost
- třes
- zvýšené pocení
- nervozita a úzkost

## Karl Adolph von Basedow
Symptomy nemoci jako první popsal německý lékař Karl Adolph von Basedow (1799–1854).